# Symmetrix
Simmetrix és un sistema d'emmagatzemament empresarial desenvolupat per EMC Corporation. Hi ha set generacions de maquinari Symmetrix des dels seus inicis el 1994 fins al darrer model l'any 2006.

## Generacions d'EMC Symmetrix
| Generació         | Model               | Drives         | Slots                     | Descripció                                                                                   |
| Primera Generació | Symmetrix 4200      |                |                           |                                                                                              |
|                   | Symmetrix 4400      |                | 4 MB (4 MiB) cache, RAID1 |                                                                                              |
|                   | Symmetrix 4800      |                |                           |                                                                                              |
| Segunda Generació | Symmetrix 5500_3    |                |                           |                                                                                              |
| Symmetrix 3.0     |                     |                |                           | Open Symmetrix, SRDF, FWD SCSI Front End option, RAID-S                                      |
| Symmetrix 4.0     | Symmetrix 3330/5330 | 9/18 GB        | 32                        | Introduction of TimeFinder                                                                   |
|                   | Symmetrix 3430/5430 | 9/18 GB        | 96                        |                                                                                              |
|                   | Symmetrix 3500/5500 | 3/4/9 GB       | 128                       |                                                                                              |
|                   | Symmetrix 3700/5700 | 18/23/47 GB    | 128                       |                                                                                              |
| EMC Symmetrix 4.8 | Symmetrix 3630/5630 | 18/36GB        | 32                        | Introduction of FC front end                                                                 |
|                   | Symmetrix 3830/5830 | 18/36/50 GB    | 96                        |                                                                                              |
|                   | Symmetrix 3930/5930 | 18/36/50 GB    | 256                       |                                                                                              |
| EMC Symmetrix 5.0 | Symmetrix 8430      | 18/36/50/73 GB | 96                        | 333 MHz PPC                                                                                  |
|                   | Symmetrix 8730      | 18/36/50/73 GB | 384                       |                                                                                              |
| EMC Symmetrix 5.5 | Symmetrix 8230      | 36/73 GB       | 48                        | 400 MHz PPC, last SCSI back end                                                              |
|                   | Symmetrix 8530      | 36/73/181 GB   | 96                        |                                                                                              |
|                   | Symmetrix 8830      | 36/73/181 GB   | 384                       |                                                                                              |
| Symmetrix DMX     | DMX800              | 73/146GB       | 120                       | 500 MHz PPC, FC back end, Direct Access to cache from all FE and BE directors                |
|                   | DMX1000             | 73/146 GB      | 144                       |                                                                                              |
|                   | DMX2000             | 73/146 GB      | 288                       |                                                                                              |
|                   | DMX3000             | 73/146 GB      | 576                       | 1000 MHz PPC, RAID 5 capable                                                                 |
|                   | DMX-3               | 73/500 GB      | 2400                      | 1.3 GHz PPC, Mirrored Global Cache, new denser drive packaging                               |
|                   | DMX-3 950           |                |                           |                                                                                              |
|                   | DMX-4               | 73/750 GB      | 2400                      | 1.3 GHz PPC, Mirrored Global Cache, new denser drive packaging, 4 Gb internal infrastructure |
|                   | DMX-4 950           |                |                           |                                                                                              |